# جون ماتياس
جون ماتياس (بالإنجليزية: John Matias)‏ هو لاعب كرة قاعدة أمريكي، ولد في 15 أغسطس 1944 في هونولولو في الولايات المتحدة.

## وصلات خارجية
- جون ماتياس على موقع دوري كرة القاعدة الرئيسي (الإنجليزية)
- جون ماتياس على موقعبيزبول رفرنس.كوم (الدوري الرئيسي) (الإنجليزية)
- جون ماتياس على موقعبيزبول رفرنس.كوم (الدوري الثانوي) (الإنجليزية)
- جون ماتياس على موقع جمعية أبحاث البيسبول الأمريكية (الإنجليزية)